# Kimberley Cornish
Kimberley Cornish (* 1949 in Perth) ist ein australischer Buchautor. Laut Author Bio innerhalb des Konferenz-Abstracts einer Tagung der Australasian Association of Philosophy im Jahr 2005 ist er Absolvent der University of Western Australia und arbeitete (damals) an der Monash University an einer Dissertation zum Thema Memes and the No-ownership Theory of Mind.
Er ist Verfasser des umstrittenen Buches Der Jude aus Linz.

## Verbindung zu David Irving
Er war einer der Redner der zweiten Jahreskonferenz Real History, welche von dem britischen Holocaustleugner David Irving in Cincinnati vom 22. bis 24. September 2000 durchgeführt wurde. Weitere Redner bei dieser Konferenz waren der deutsche Holocaustleugner Germar Rudolf und der US-Anwalt Mark Antonacci. Ein Schreiben von Cornish an Irving ist auf dessen Website veröffentlicht.